# Tioéterek

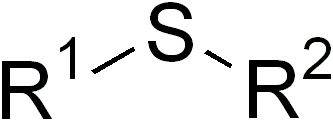
A tioéterek szerkezete

A tioéterek kéntartalmú szerves vegyületek. Szerkezetük az éterekéhez hasonlít, de bennük az oxigénatom helyén kénatom található. A tiolokból is leszármaztathatók a szulfhidrilcsoportjuk hidrogénatomját szénhidrogéncsoporttal helyettesítve. Levezethetők a kén-hidrogénből is a két hidrogénatom szénhidrogéncsoporttal helyettesítése útján. Az egyszerű és vegyes éterekhez hasonlóan léteznek egyszerű és vegyes tioéterek is, az alapján, hogy a kénatomhoz azonos vagy különböző csoportok kapcsolódnak.

## Fizikai tulajdonságaik
A kisebb szénatomszámú tioéterek kellemetlen szagú folyadékok. Forráspontjuk alig különbözik a velük izomer tiolokétól. Ennek az az oka, hogy a tiolok molekulái csak gyengén asszociáltak. Vízben gyakorlatilag oldhatatlanok, de alkoholban és éterben jól oldódnak.

## Kémiai tulajdonságaik
A tioéterek kémiai tulajdonságai részben az éterekére hasonlítanak, de vannak az éterek reakcióitól lényegesen eltérő reakcióik is. Az éterekhez hasonlóan könnyen képeznek addíciós vegyületeket. A reakcióban szulfóniumsók képződnek, ezek szerkezete az oxóniumsókéra hasonlít. A dimetil-szulfid és a metil-jodid enyhe melegítés hatására például trimetil-szulfóniumjodidot képez. Ezüst-hidroxid hatására szulfóniumbázis képződik belőlük. Ezek erős bázisok, sóik nem hidrolizálnak és még szén-dioxiddal is sót képeznek. Az olyan szulfóniumsók, amelyben kénatomhoz három különböző szubsztituens kapcsolódik, királisak.
Az éterekkel ellentétben a tioéterek oxidálhatók. Enyhe oxidációjukkor, például hidrogén-peroxid vagy híg salétromsav hatására szulfoxidok, erélyes oxidációjukkor (például kálium-permanganát hatására) szulfonok képződnek belőlük. A kisebb szénatomszámú szulfoxidok olajszerű folyadékok. Vízben, alkoholban, éterben egyaránt jól oldódnak. Gyengén bázisos jelleműek, erős savakkal, például salétromsavval sókat képeznek. A legfontosabb szulfoxid a dimetil-szulfoxid, amit oldószerként használnak. A szulfonok szilárd, magas forráspontú, stabil vegyületek.

## Előállításuk
Egyszerű tioéterek állíthatók elő alkil-halogenidek nátrium-szulfiddal való melegítésével, alkoholos oldatban.
{\displaystyle \mathrm {2\ R{-}I+Na_{2}S\rightarrow R{-}S{-}R+2\ NaI} }
Merkaptánok sóiból (például nátrium-merkaptidokból) és alkil-halogenidekből vegyes tioéterek is előállíthatók. Ezzel a módszerrel aromás tioétereket is elő lehet állítani.
{\displaystyle \mathrm {R{-}SNa+I{-}R'\rightarrow R{-}S{-}R'+NaI} }